# Моби Дик (группа)
«Мо́би Дик» — российская рок-группа, играющая мелодический хард-рок с элементами хэви-метала и интонациями классической музыки, основанная в 1999 году.

## История
Группа «Моби Дик» появилась в ходе совместного времяпрепровождения музыкантов нескольких групп и являлась изначально кавер-командой, исполняющей классические хиты Led Zeppelin, Deep Purple, AC/DC. Состав группы изначально был нестабилен, и тем не менее, у группы стали появляться собственные композиции — по мнению окружения музыкантов, настолько мощные, мелодичные и эффектные, что их не стыдно было исполнять вместе с хитами прославленных монстров мирового рока.
Стали появляться неофициальные бутлеги команды. Один экземпляр попал в Брянск, откуда сразу же последовало приглашение на фестиваль. Так как вокалист Константин находился в заграничной поездке, а ехать на фестиваль с инструментальными композициями было нецелесообразно, группа приступила к поискам вокалиста.
Незадолго до этого гитарист группы Виктора Фликова познакомился с одним молодым человеком, которому он по просьбе товарища помогал аранжировать и записать песни собственного сочинения. Он стал основным кандидатом на место вокалиста группы, так как его вокальные данные полностью устраивали музыкантов. Его звали Андрей Ангев. Он согласился съездить с группой на фестиваль, но поставил два условия: во-первых, он их выручит, но только на один концерт, а во-вторых — петь на русском языке. Этот фестиваль не состоялся по каким-то организаторским причинам, а вот Андрей так и остался в группе. Однако подготовка к этому фесту оказалась символичной. Группа, наконец, обрела своё название — «Моби Дик» и сплоченный состав, играющий музыку, которую «акулы пера» окрестили мелодичным хард-роком. Таким образом, датой создания группы «Моби Дик» считается май 1999 года.
В 2000 году в команде сменился басист. Александр Жогов поменял бас-гитару на работу в компании Аваллон, где сейчас является консультантом. Штатным басистом стал Артём Ерёменко (Тёмыч). Этот музыкант участвовал во многих джазовых коллективах, но несмотря на джазовый профиль, его бас органично вписался в саунд группы.
В этом составе «Моби Дик» начали активную концертную деятельность. Среди множества выступлений музыкантам запомнились концерты с такими командами, как «Король и Шут» и «Круиз».
В 2003 году группа завершила своим выступлением Всероссийский рок-фестиваль «Антипопс» (г. Москва) организованный журналом «Круто» и тотальным шоу «MTV», где участвовали самые популярные команды страны, включая «Легион», «Саботаж», «Моби Дик», «Lumen», «Кукрыниксы», Найк Борзов, «Ундервуд», «Элизиум», «Пушкинг», «Палата Люкс», «Пилот», «Ber-linn», «Город 312» и др.
«Моби Дик» продолжая концертную деятельность, приняли участие во Всероссийском рок-фестивале «Тамбовский Волк». Это выступление группы было показано по каналу MTV. Совместно с федерацией мотоспорта организовали мото-рок-шоу «Железный Драйв».
В 2004 году демоальбом «Моби Дика» (записанный в 2002 году и состоящий из пяти композиций) был замечен журналом «Ровесник», который писал буквально следующее:

Хард-энд-хэви, который исповедуют участники группы «Моби Дик», — стиль, как известно, очень консервативный. Лучшие времена его давно прошли, поэтому создать в нём что-то оригинальное после титанов 70-80-х годов крайне сложно. Огромным плюсом «Моби Дика» является тот факт, что группа, не выходя из рамок жанра, пытается исполнять все-таки оригинальную музыку. Безусловно, на коллектив оказала влияние классика: как симфоническая, так и роковая, что не удивительно — в состав группы входят люди с музыкальным образованием, а один даже с консерваторским. Создается впечатление, что именно эта «классическая закалка» и не дает группе скатиться в бездонную яму банальности, помогая создавать действительно хорошие вещи.
Музыканты группы выдали серию музыкальных джинглов для рок-радиостанции «GoodWin», которые по своему содержанию могли бы обрести жизнь в качестве самостоятельных произведений. А композиция группы «Моби Дик» «Кровь и Грязь» была использована в качестве саундтрека в программе «Кома» телекомпании НТВ.
После этого группа приступила к записи своего полноформатного альбома «Баллады Волчьих стай…», цель которого была объединить в концептуальное полотно самые ударные хиты команды, написанные за последние четыре года. Работа над альбомом завершилась в конце 2004 года.
В 2005 году, после рок-шоу «Пять лет в стае» по случаю пятилетия команды, состав группы претерпел некоторые изменения. Место клавишницы Марины Скачковой занял молодой и перспективный музыкант Павел Терехов из группы «NIAKRIS». А вместо ушедшего Артема Ерёменко в группе появился давний знакомый музыкантов Анатолий Ковылин (экс «Аризона», «Температура Тела»). Эти перемены совпали с напряженным концертным графиком команды, включая выступления на Днях города в Воронеже и в Тамбове. Музыканты приняли участие в конкурсе на гимн города Тамбова и одержали победу. Поскольку конкурс был анонимным, организаторы были удивлены победой рокеров. В том же году «Моби Дик» отметились на межрегиональных фестивалях «Паутина» и «LIVE MUSIC FESTIVAL». В сентябре того же года сорвалось выступление группы на фестивале «Лавина» в г. Рязань, в связи с болезнью басиста Анатолия Ковылина. Пришлось срочно искать замену. Новым бас-гитаристом команды стал Андрей Щербаков из группы «Inside».
Композиции «Моби Дик» неоднократно включались в сборники тяжелой музыки, такие как «Волчья сотня» (студия Arkaim’s Music), «Железный Патруль» (компания «Звук-М») и др., а также звучали на различных радиостанциях — «GoodWin», «Юность», «Love-Radio» и т. д.
В сентябре 2006 года «Моби Дик» заключили контракт с одним из ведущих лейблов, работающим в направлении «тяжелой» музыки — компанией Irond Ltd. Первым продуктом этого союза стал переизданный альбом «Баллады Волчьих стай…» выпущенный подразделением «Molot» компании Irond Ltd.
Успех группы отметила не только тамбовская пресса, но и ведущее российское издание, повествующее о тяжёлой музыке — журнал Dark City, опубликовавший на своих страницах интервью с группой.
В 2008 году группа начала работу над вторым альбомом, название которого пока не известно. Летом в творческом процессе произошёл перерыв, связанный с участием группы на Байк-фестивале в г. Малоярославец Калужской обл. В фестивале также принимали участие такие группы, как Ария, Catharsis, Ольви, а также экс-вокалист легендарных Iron Maiden Блэйз Бэйли и знаменитый Грэм Боннэт из группы Rainbow.

## Дискография
- Баллады Волчьих стай… (demo, 2002, selfprod.)
- Баллады Волчьих стай… (CD, 2006, Molot / Irond)

## Состав
В скобках указывается год, в котором музыкант пришел в группу, или период его участия в творческой жизни коллектива (для бывших участников).

### Текущий состав
- Виктор Фликов — гитара (1999)
- Андрей Ангев — вокал (1999)
- Павел Терехов — клавиши (2005)
- Андрей Щербаков — бас-гитара (2005)
- Александр Поляков — барабаны (2007)

### Бывшие участники
- Константин Корабельников — вокал (1999)
- Александр Жогов — бас-гитара (1999 — 2000)
- Марина Скачкова — клавиши (1999 — 2005)
- Виталий Полозов — барабаны (1999-2007)
- Артём «Тёмыч» Ерёменко — бас-гитара (2000 — 2005)
- Анатолий Ковылин — бас-гитара (2005)
- Александр Ларин — бас-гитара (2008)